# Marija Timofiejewa
Marija Glebowna Timofiejewa, ros. Мари́я Гле́бовна Тимофе́ева (ur. 18 listopada 2003) – rosyjska tenisistka.

## Kariera tenisowa
W karierze zwyciężyła w pięciu singlowych i sześciu deblowych turniejach rangi ITF. 1 kwietnia 2024 zajmowała najwyższe miejsce w rankingu singlowym WTA Tour – 93. pozycję, natomiast 13 lutego 2023 osiągnęła najwyższą pozycję w rankingu deblowym – 179. miejsce.

## Finały turniejów WTA
| Legenda                   | Legenda |
| ------------------------- | ------- |
| Wielki Szlem              |         |
| Igrzyska olimpijskie      |         |
| WTA Tour Championships    |         |
| od 2021                   |         |
| WTA 1000 (obowiązkowe)    |         |
| WTA 1000 (nieobowiązkowe) |         |
| WTA 500                   |         |
| WTA 250                   |         |
| WTA 125                   |         |

### Gra pojedyncza 1 (1–0)
| Końcowy wynik | Nr | Data          | Turniej   | Nawierzchnia | Przeciwniczka   | Wynik finału  |
| ------------- | -- | ------------- | --------- | ------------ | --------------- | ------------- |
| Zwyciężczyni  | 1. | 23 lipca 2023 | Budapeszt | Ceglana      | Kateryna Baindl | 6:3, 3:6, 6:0 |

## Wygrane turnieje rangi ITF
| turnieje z pulą nagród 100 000 $ (W100) |
| turnieje z pulą nagród 80 000 $ (W80)   |
| turnieje z pulą nagród 60 000 $ (W75)   |
| turnieje z pulą nagród 40 000 $ (W50)   |
| turnieje z pulą nagród 25 000 $ (W35)   |
| turnieje z pulą nagród 15 000 $ (W15)   |

### Gra pojedyncza
|    | Data       | Turniej   | ($)    | Naw.   | Finalistka        | Wynik       |
| 1. | 29/09/2019 | Antalya   | 15 000 | twarda | Svenja Ochsner    | 7:6(3), 7:5 |
| 2. | 09/02/2020 | Monastyr  | 15 000 | twarda | Karin Kennel      | 7:5, 6:4    |
| 3. | 25/04/2021 | Kair      | 15 000 | ziemna | Sandra Samir      | 6:3, 6:3    |
| 4. | 26/06/2022 | Ra’ananna | 25 000 | twarda | Walerija Sawinych | 76:1, 6:2   |
| 5. | 15/01/2023 | Monastyr  | 40 000 | twarda | Sakura Hosogi     | 7:5, 6:4    |